# Eublemma batanga
Eublemma batanga là một loài bướm đêm trong họ Erebidae.